# Itamar Navildo Vian
Itamar Navildo Vian OFMCap (* 25. September 1941 in Roca Sales) ist ein brasilianischer Geistlicher und emeritierter römisch-katholischer Erzbischof von Feira de Santana.

## Leben
Itamar Navildo Vian trat der Ordensgemeinschaft der Kapuziner bei und empfing am 1. Dezember 1968 die Priesterweihe.
Papst Johannes Paul II. ernannte ihn am 29. Dezember 1983 zum Bischof von Barra. Die Bischofsweihe spendete ihm der Erzbischof von Porto Alegre, João Cláudio Colling, am 8. April des nächsten Jahres; Mitkonsekratoren waren Nei Paulo Moretto, Bischof von Caxias do Sul, und Orlando Octacílio Dotti OFMCap, Koadjutorbischof von Vacaria. Als Wahlspruch wählte er SOMOS TODOS IRMÃOS.
Am 22. Februar 1995 wurde er zum Bischof von Feira de Santana ernannt. Mit der Erhebung zum Erzbistum am 16. Januar 2002 wurde er zum Erzbischof von Feira de Santana ernannt.
Papst Franziskus nahm am 18. November 2015 seinen altersbedingten Rücktritt an.